# Смятение (фильм, 1970)
«Смятение» — советский телефильм 1970 года режиссёра Андрей Булинского, снятый по мотивам повести С. М. Степняка-Кравчинского «Домик на Волге» (1889).

## Сюжет
Действие фильма происходит в конце 1870-х годов. Молодой народоволец Владимир Муринов скрывается от преследования жандармов в старинном уединённом имении Прозоровых — небольшом домике на Волге, где вместе с матерью живёт Катя — молодая провинциальная девушка, добрая, чуткая, отзывчивая, скромная, но решительная. Муринов полюбил Катю. Далёкая от политической борьбы провинциальная девушка, со временем решает разделить свою судьбу с нелёгкой судьбой возлюбленного…

## В ролях
- Роман Громадский — Владимир Муринов, беглый народоволец
- Нелли Пшённая — Катя Прозорова
- Станислав Ландграф — Павел Александрович Крутиков, чиновник железнодорожного ведомства
- Нина Алисова — мать Кати
- Александра Зимина — няня
- Владимир Лосев — бурлак
- Здислав Стомма — филёр
- Владимир Кудревич — Иван Иванович, жандарм
- Геннадий Овсянников — Данила, кучер
- Вацлав Дворжецкий — народоволец
- Ирина Кузьмина — эпизод
- Ирина Егорова-Ковриго — эпизод[1]

## Съёмочная группа
- Сценарий: Л. Рутицкий
- Постановка: Андрей Булинский
- Главный оператор: Дмитрий Зайцев
- Художник-постановщик: Евгений Игнатьев
- Музыкальное оформление: Н. Гапочок
- Звукооператор: Юрий Сбоев

## Критика
Фильм — режиссёрский дебют, оставшаяся единственная режиссёрская работа известного кинооператора Андрея Булинского, и критикой отмечен его успех в этом качестве:

В фильме «Смятение» Андрей Александрович выступает в качестве режиссёра-постановщика. Достоверная актёрская работа Нелли Пшённой (Катя Прозорова) и Романа Громадского (Муринов) говорит о том, что А. Булинский сумел найти верный подход к актёрам, сумел помочь им полнее раскрыться. Почему я подчёркиваю именно эту сторону в фильме «Смятение»? Потому что многие операторы, став режиссёрами, мало уделяют внимания актёрам, сосредоточиваясь на изобразительном решении. А. Булинский избежал этой ошибки, и в этом его победа. Здесь сказался его большой творческий опыт — более сорока лет работы в кино.— Кино Советской Белоруссии. — М.: Искусство, 1975. — 318 с. — стр. 152
Однако историк народнического движения Н. А. Троицкий отмечал в фильме «недостаток историзма», который, впрочем, «присущ всем вообще советским фильмам о народниках 60-х годов».

## Литературная и реальная основа
Фильм снят по повести «Домик на Волге» С. М. Степняка-Кравчинского 1889 года, литературовед Е. А. Таратута в исследовании «С. М. Степняк-Кравчинский — революционер и писатель» доказала, что реальными лицами для создания образов героев героев повести, кроме самого автора, являлись Николай Морозов и его друг Андрей Франжоли, выведенный в образе одного из героев.